# NGC 3421
NGC 3421 este o galaxie spirală situată în constelația Hidra. A fost descoperită în 1880 de către . Se află la o distanță de 83,56 de megaparseci de Pământ.